# Sterrhochaeta chaea
Sterrhochaeta chaea är en fjärilsart som beskrevs av Louis Beethoven Prout 1916. Sterrhochaeta chaea ingår i släktet Sterrhochaeta och familjen mätare. Inga underarter finns listade i Catalogue of Life.